# Турне (фильм, 2010)
«Турне́» (фр. Tournee, англ. On Tour) — французский кинофильм режиссёра Матьё Амальрика, премьера которого состоялась 13 мая 2010 года. Это четвёртая режиссёрская работа Амальрика, выступившего так же в роли актёра, сценариста и продюсера фильма. Данная работа выполнена в жанре комедии, но весь фильм пронизывает драматический сюжет, что делает его разноплановым. Основная цель картины — изобразить жизнь американской стриптиз-труппы во время поездки по разным городам Франции, которая происходит по инициативе французского менеджера.
Фильм обладатель приза Каннского кинофестиваля в номинации «Лучший режиссёр». Также в Каннах постановка фильма удостоилась премии Гран-при Международной федерации кинокритиков (FIPRESCI). Семикратно номинирован на кинопремию «Сезар (2011)», в том числе номинация «Лучший фильм».
В России фильм участвовал в трёх кинофестивалях и открывал неделю Французского кино.
Фильм был положительно принят международными критиками. В частности, были такие отзывы:

Радость для глаз и сердца… Даже несмотря на его произвольность, небрежность и несовершенство, мы все отчаянно нуждались в таком фильме, как «Турне»— Жак Мандельбаум, Le Monde, 13.05.2010

## Сюжет
Йоахим Занд, бывший успешный телепродюсер Парижа, ради славы и новой жизни бросает свою семью, работу и уезжает в США. Там он знакомится с танцевальной стриптиз-группой «Neo-Burlesque», которые одержимы мечтой провести свои выступления в Париже. Йоахим привозит их во Францию, обещая грандиозные гастроли, финал которых состоится в столице. Начав показы своего шоу в портовом городе Гавре, труппа переезжает с одного города в другой, ведя весёлую и беззаботную жизнь, мечтая о будущих успехах. В то время как условия путешествия более чем скромны — второй класс поезда и второсортные гостиницы — компания с энтузиазмом, стремится открыть для себя Францию, и полна энергии, из-за успеха с которым их приветствуют зрители.
Все мечты девушек устремлены к Парижу, который Йоахим Занд обещает сделать кульминацией тура. Но старые проблемы и долги не дают осуществить задумку. Занд встречается лицом к лицу со своим прошлым и понимает, что он недооценил враждебность и обиду старых друзей, кредиторы его обманули, бывший наставник отвернулся, а дети, которые растут без отца, смотрят на него как на чужого. В итоге «французская мечта» труппы не сбывается. Занд привозит их в старый отель и во всём признается. Девушки, как всегда, пребывают в весёлом настроение и делают вид, что не замечают проблемы.

## Создатели

### В ролях
| Актёр              | Роль                              |
| ------------------ | --------------------------------- |
| Миранда Кольклазур | стриптезёрша Мими Ле Мо           |
| Сюзанн Рэмси       | стриптезёрша Котёнок на Клавишах  |
| Дирти Мартини      | стриптезёрша Мисс Грязный Мартини |
| Джули Атлас Муз    | стриптезёрша Джули Атлас Муз      |
| Матьё Амальрик     | организатор турне Йоахим Занд     |
| Анджела де Лоренцо | стриптезёрша Эви Ловель           |
| Александр Крэвен   | водитель Роки Рулетка             |
| Дамьен Одуль       | Франсуа                           |
| Улиссе Клотц       | Улисс                             |
| Симон Рот          | Батист                            |
| Жозеф Рот          | Бальтазар                         |
| Орелия Пети        | кассир АЗС                        |
| Антуан Гуи         | программист                       |
| Францо Курсио      | директор театра                   |

| Актёр               | Роль                           |
| ------------------- | ------------------------------ |
| Жан-Туссен Бернард  | портье гостиницы               |
| Анн Бенуа           | кассир супермаркета            |
| Флоранс Бен Садун   | женщина в больнице             |
| Эрван Рибар         | комиссар полиции               |
| Жюли Ферье          | Жюли Феррье                    |
| Пьер Грембла        | Шапюи                          |
| Андре С. Лабарт     | владелец кабаре                |
| Жан-Франсуа Марке   | репортёр                       |
| Лоран Рот           | командир                       |
| Алексия Крисп-Джонс | стюардесса                     |
| Элен Юэль           | горничная гостиницы «Меркурий» |
| Фериэль             | восточная танцовщица           |
| Эрик Ленуар         | владелец кафе                  |
| Ксавьер Потье       | разносчик пиццы                |

### Продюсеры
- Яэль Фогель фр. Yael Fogiel
- Летисия Гонсалес фр. Laetitia Gonzalez
- Реми Бура фр. Rémi Burah
- Петра Энгге фр. Petra Hengge
- Александр Рис фр. Alexander Ris

### Сценаристы
- Матьё Амальрик фр. Mathieu Amalric
- Филиппе Ди Фолько фр. Philippe Di Folco
- Том Гиллу фр. Thom Guillou
- Марсело Новуа Телес фр. Marcelo Novais Teles

### Прочие
- Кристоф Бокарн фр. Christophe Beaucarne — оператор
- Стефан Тайллассон фр. Stéphane Taillasson — художник
- Алексия Крисп-Джонс фр. Alexia Crisp-Jones — художник по костюмам
- Аннетт Дютертр фр. Annette Dutertre — монтаж

## Награды и номинации
- Каннский кинофестиваль:

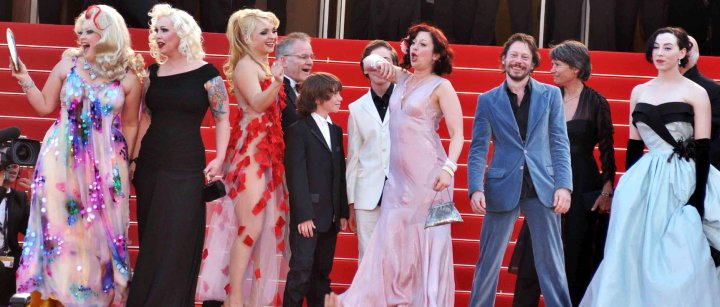
Красная ковровая дорожка на Каннском кинофестивале 13 мая 2010 года. Слева направо: Дерти Мартини, Миранда Кольклазур, Джули Атлас Муз, Тьерри Фремо (генеральный директор фестиваля), Симон Рот, Жозеф Рот, Котенок на клавишах, Матье Амальрик, Вероник Кайла (генеральный директор CNC) и Анджела де Лоренцо.

  - Победитель в номинации Лучший режиссёр[4].